# Gil Carbonés i Baldich
Gil Carbonés i Baldich (La Garriga, 1992) és un àrbitre i jugador de bàsquet a cavall català, reconegut per la Federació Internacional de Horseball com el millor jugador del món del 2015.

## Trajectòria
Nascut l'any 1992 a la Garriga, començà a muntar a cavall amb 5 anys al Club d'Equitació Esportiva Cardedeu (CEEC). Als 8 anys s'inicià en categoria infantil a les primeres competicions de lliga sorgides a Catalunya. L'any 2009, amb 17 anys, inicià els seus èxits esportius a nivell de clubs proclamant-se vencedor del Campionat d'Espanya i de la Lliga Europea amb el CEEC, club en el que ha jugat fins ara. En el campionat estatal d'aquell any fou escollit com el millor jugador del torneig.
L'any 2015 fou escollit com el millor jugador del món, després que el CEEC es proclamés campió de la Lliga Europea de clubs per segon any consecutiu i quart de la història de l'entitat vallesana. En el lliurament del premi també recollí els guardons de màxim anotador del torneig, amb 13 gols, i el de millor binomi, amb el seu cavall Saint Calin. El 9 de febrer de 2016, l'Ajuntament de la seva localitat natal l'homenatjà amb un acte a la sala noble de Can Raspall, amb la presència del regidor d'esports, Joan Esteban, i la batllessa municipal, Meritxell Budó. L'any 2016 fou escollit tercer millor jugador del món, darrere del seu company d'equip Marià Clavell.
Fou internacional en diverses ocasions per la selecció catalana i la selecció espanyola. L'any 2008 guanyà la medalla d'or del Campionat d'Europa sub-16 amb la selecció estatal, havent guanyat amb anterioritat la medalla de bronze (2006) i la d'argent (2007). L'any 2009 s'estrenà a la categoria absoluta de la selecció obtenint el subcampionat d'Europa, èxit que es repetí al 2011 i al 2015. Pel que fa a la catalana, debutà amb ella l'any 2009, tot i que l'any 2002, quan tenia 10 anys, ja formà part del combinat català en la seva categoria benjamina, participant en el Torneig Internacional de Horseball de Sant Jòrdi d'Òrcas.
Més enllà de la seva activitat com a jugador també desenvolupà la funció d'àrbitre a la Lliga catalana. També destacà en l'afició a l'atletisme, donant bons resultats en proves com el salt d'alçada o els 100 metres llisos.

## Palmarès
Carbonés obtingué diversos títols individuals i col·lectius, tant pel que fa a clubs, com de selecció:

### CEEC
- 5 Lligues de Campions (2009, 2011, 2014, 2015, 2016)[9]
- 7 Campionats d'Espanya[2] (2007,[10] 2010,[11] 2013[2])
- 7 Lligues catalanes[2] (2013)[12]

### Selecció espanyola
- 1 Campionat d'Europa sub-16 (2008)[2]

### Guardons individuals
- Millor jugador del món de la FIH (2015)[2]
- Millor jugador del Campionat d'Espanya (2015)[2]
- Millor jugador de la Lliga Catalana (2015)[2]
- Màxim golejador del Campionat d'Europa (2015)[2]
- Màxim golejador del Campionat Internacional Open Alforges (2015)[2]
- Pilota de Horseball al millor jugador (2016)[13]